# Vol Buddha Air 103
Le 25 septembre 2011, un Beechcraft 1900D effectuant le vol Buddha Air 103, un vol touristique partant de l'aéroport international Tribhuvan à Katmandou, avant de survoler le mont Everest pour revenir à Katmandou, s'écrase près de Lalitpur lors d'une tentative d'atterrissage par mauvais temps, tuant les 19 passagers et membres d'équipage à bord.

## Avion
L'appareil impliqué était un Beechcraft 1900D, un bi-turbopropulseur de 19 places ; il avait treize ans et était enregistré au Népal sous le numéro 9N-AEK.

## Victimes
Parmi les 16 passagers, on comptaient 10 ressortissants indiens, 1 Japonais, 2 Américains et 3 Népalais. Les 3 membres d'équipages étaient de nationalité népalaise.
| Nationalité | Passagers | Équipage | Total |
| ----------- | --------- | -------- | ----- |
| Inde        | 10        | 0        | 10    |
| Népal       | 3         | 3        | 6     |
| États-Unis  | 2         | 0        | 2     |
| Japon       | 1         | 0        | 1     |
| Total       | 16        | 3        | 19    |

## Enquête

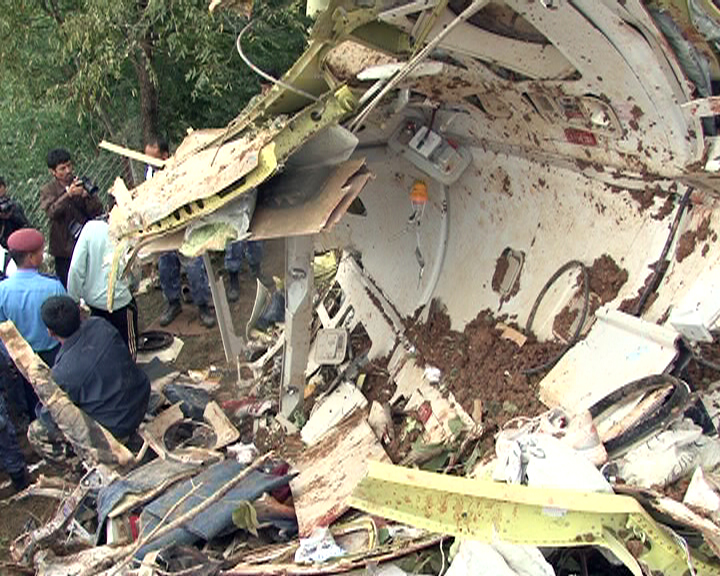
Les restes de l'avion après l'accident.

Les premières investigations ont révélé que l'avion volait selon les règles du vol à vue (VFR) ; deux minutes avant qu'ils ne doivent atterrir, les pilotes ont enfreint ces règles en entrant dans des nuages épais à basse altitude, présents autour de l'aéroport. 
L'avion s'est écrasé contre le relief à 5400 pieds (environ 1646 m). Les contrôleurs aériens et les membres de l'équipe d'enquête affirment que la raison principale de l'accident était une erreur de pilotage.